# Französische Fußballnationalmannschaft der Frauen/Weltmeisterschaften
Der Artikel beinhaltet eine ausführliche Darstellung der französischen Fußballnationalmannschaft der Frauen bei Weltmeisterschaften. Frankreich konnte sich für vier WM-Endrunden der Frauen qualifizieren, war einmal als Gastgeber automatisch qualifiziert und belegt in der ewigen Tabelle als beste Mannschaft mit nur fünf Teilnahmen Platz 9. Sie konnten aber bisher nicht an die Erfolge ihrer männlichen Kollegen anknüpfen.

## Die Nationalmannschaft bei Weltmeisterschaften

### Übersicht
| Jahr | Gastgeberland         | Teilnahme bis …    | Gegner                        | Ergebnis | Trainer           | Bemerkungen und Besonderheiten |
| ---- | --------------------- | ------------------ | ----------------------------- | -------- | ----------------- | --- |
| 1991 | Volksrepublik China   | nicht qualifiziert |                               |          |                   | In der Qualifikation an Schweden gescheitert. |
| 1995 | Schweden              | nicht qualifiziert |                               |          |                   | In der Qualifikation an Italien gescheitert, das sich aber auch nicht qualifizieren konnte. |
| 1999 | USA                   | nicht qualifiziert |                               |          |                   | In der Qualifikation an Italien und Finnland gescheitert, das sich aber auch nicht qualifizieren konnte. |
| 2003 | USA                   | Vorrunde           | Norwegen, Südkorea, Brasilien | 9.       | Élisabeth Loisel  | Marinette Pichon erzielt die einzigen WM-Tore für Frankreich. |
| 2007 | Volksrepublik China   | nicht qualifiziert |                               |          |                   | |
| 2011 | Deutschland           | Spiel um Platz 3   | Schweden                      | 4.       | Bruno Bini        | Halbfinalaus gegen die USA |
| 2015 | Kanada                | Viertelfinale      | Deutschland                   | 5.       | Philippe Bergeroo | In der Gruppenphase traf die Mannschaft auf England, Mexiko und Kolumbien. Als Gruppensieger wurde Südkorea im Viertelfinale besiegt und dank der Ergebnisse zweier anderer europäischer Mannschaften das Olympiaticket für 2016 gebucht. Aus durch Elfmeterschießen im Viertelfinale |
| 2019 | Frankreich            | Viertelfinale      | USA                           | 6.       | Corinne Diacre    | Am 19. März 2015 wurde Frankreich als Gastgeber der WM 2019 festgelegt. Mit drei Siegen gegen Südkorea, Norwegen und Nigeria die K.-o.-Runde erreicht. |
| 2023 | Australien/Neuseeland | Viertelfinale      | Australien                    | 6.       | Hervé Renard      | In der Qualifikation trafen die Französinnen auf Wales, Slowenien, Griechenland, Kasachstan und Estland. |

### Statistik
(Angaben inkl. 2023: Neun Weltmeisterschaften)
- nicht teilgenommen: nie (0 %)
- nicht qualifiziert: viermal (44,4 %; 1991, 1995, 1999 und 2007)
- sportlich qualifiziert: dreimal (33,3 %)
- als Gastgeber qualifiziert: einmal (11,1 %)
  - Vorrunde: einmal (11,1 %; 2003)
  - Viertelfinale: dreimal (33,3 %; 2003, 2019, 2023)
  - Spiel um Platz 3/Vierter: einmal (11,1 %; 2011)

## Die Turniere

### WM 1991 in der Volksrepublik China
Für die erste WM der Frauen konnte sich Frankreich nicht qualifizierten. In der EM-Qualifikation, die als erste Stufe der WM-Qualifikation galt, scheiterte die Mannschaft an Schweden. In der Gruppenphase traf Frankreich in einer Dreiergruppe, aus der sich nur der Gruppensieger für das Viertelfinale qualifizierte auf Schweden und Polen. Die Französinnen gewannen zwar beide Spiele gegen die Polinnen, verloren aber auch beide gegen die Skandinavierinnen. Damit schied Frankreich aus, die Schwedinnen qualifizierten sich nach zwei Unentschieden im Viertelfinale gegen Italien aufgrund der Auswärtstorregel nicht für die EM. Da sie aber kein Spiel verloren hatten, konnten sie als fünfte europäische Mannschaft zur WM fahren.

### WM 1995 in Schweden
Für die WM in Schweden konnten sich die Französinnen auch nicht qualifizieren. Zwar schlossen sie die Gruppenphase der EM-Qualifikation punktgleich mit den Italienerinnen ab, aber sowohl der direkte Vergleich (2:0 und 1:1) als auch die bessere Tordifferenz (+11 zu +6) sprach für Italien. Dabei hatten es die Französinnen nach einer 1:2-Niederlage der Italienerinnen gegen die Portugiesinnen noch in der Hand das WM-Ticket zu buchen. Mit einem Sieg mit neun Toren Differenz gegen die Schottinnen, deren Abwehr beim 2:8 gegen Portugal nicht die beste war, hätte sich Frankreich im letzten Spiel noch an den Engländerinnen vorbeischieben können. Es langte aber nur zu einem 3:0 gegen die Schottinnen. Italien schied dann im Viertelfinale der Europameisterschaft 1995 mit zwei Niederlagen gegen Norwegen aus, das bei der WM als erste europäische Mannschaft den WM-Titel der Frauen gewinnen konnte.
Frankreich (und Italien) hatten aber damit auch das erste Fußballturnier der Frauen bei den Olympischen Spielen 1996 verpasst, an dem nur die acht besten Mannschaften der WM teilnehmen konnten.

### WM 1999 in den USA
Für die dritte Weltmeisterschaft setzte die UEFA dann erstmals und bis heute einziger Kontinentalverband separate Qualifikationsspiele an. In der Qualifikation traf Frankreich wieder auf Italien sowie Finnland und die Schweiz. Die Französinnen, die seit 1997 von Élisabeth Loisel trainiert wurden, gewannen nur die Spiele gegen die Schweiz, holten gegen Finnland und in Italien ein Remis. verloren aber die restlichen Spiele. Damit wurde Frankreich nur Dritter. Gruppensieger Italien qualifizierte sich für die WM, Finnland scheiterte in den Playoffs der Gruppenzweiten an Russland. Frankreich hatte aber damit auch wieder das Fußballturnier der Frauen bei den Olympischen Spielen 2000 verpasst, an dem neben Gastgeber Australien nur die sieben besten Mannschaften der WM teilnehmen konnten.

### WM 2003 in den USA
Eigentlich sollte die WM 2003 wieder in der Volksrepublik China stattfinden. Wegen der SARS-Epidemie wurde das Turnier kurzfristig in die USA verlegt. Damit fand die Weltmeisterschaft zum zweiten Mal in den USA statt. In der Qualifikation traf Frankreich auf Olympiasieger Norwegen, die Ukraine und Tschechien. Frankreich verlor zwar beide Spiele gegen die Nordeuropäerinnen, gewann aber alle gegen die Mittel- und Osteuropäerinnen. Norwegen, das nur in der Ukraine einen Punkt abgab, qualifizierte sich direkt für die die WM. Als Gruppenzweiter musste Frankreich den Umweg über die Relegationsspiele der Gruppenzweiten gehen. Hier trafen sie zunächst auf Dänemark und nach einem 2:0 im Heimspiel, reichte ein 1:1 in Dänemark für die Relegationsfinalspiele gegen die Engländerinnen. Da beide Spiele mit 1:0 gewonnen wurden, konnte sich Frankreich erstmals für die WM der Frauen qualifizieren.
In den Vereinigten Staaten trafen die Französinnen in ihrem ersten WM-Spiel am 20. September 2003 in Philadelphia wieder auf den Qualifikationsgruppengegner Norwegen und verloren mit 0:2. Im zweiten Spiel gegen Südkorea mussten sie bis zur 84. Minute warten, ehe Rekordtorschützin Marinette Pichon mit dem ersten WM-Tor für die Französinnen für den ersten Sieg in einem WM-Spiel sorgte. Im letzten Gruppenspiel gegen Brasilien lagen sie bis in die Nachspielzeit mit 0:1 zurück, dann gelang Pichon in der zweiten Minute der Nachspielzeit noch der Ausgleichstreffer. Da Norwegen im Parallelspiel mit 7:1 gegen Südkorea gewonnen hatte, reichte es für Frankreich nur zu Platz 3, der das Vorrundenaus bedeutete. Damit hatten die Französinnen auch das Fußballturnier der Frauen bei den Olympischen Spielen 2004 verpasst, an dem neben Gastgeber Griechenland aus Europa nur die zwei besten europäischen Mannschaften der WM teilnehmen konnten.

### WM 2007 in der Volksrepublik China
Vier Jahre später fand dann die WM doch zum zweiten Mal in der Volksrepublik China statt. In der Qualifikation traf Frankreich, das nun von Bruno Bini trainiert wurde, auf England, die Niederlande, Österreich und Ungarn. Frankreich vergab quasi schon mit dem ersten Spiel, einer 0:1-Heimniederlage gegen die Niederländerinnen die WM-Qualifikation. Danach wurden alle Spiele gewonnen – außer gegen die Engländerinnen, gegen die es zwei Remis gab. Am Ende hatten dadurch die Engländerinnen, die gegen die anderen vier Gruppengegner alle Spiele gewannen, die Nase vorn. Frankreich fehlten die drei Punkte aus dem ersten Spiel. Damit hatten die Französinnen auch das Fußballturnier der Frauen bei den Olympischen Spielen 2008 verpasst, an dem aus Europa nur die drei besten europäischen Mannschaften der WM teilnehmen konnten.

### WM 2011 in Deutschland

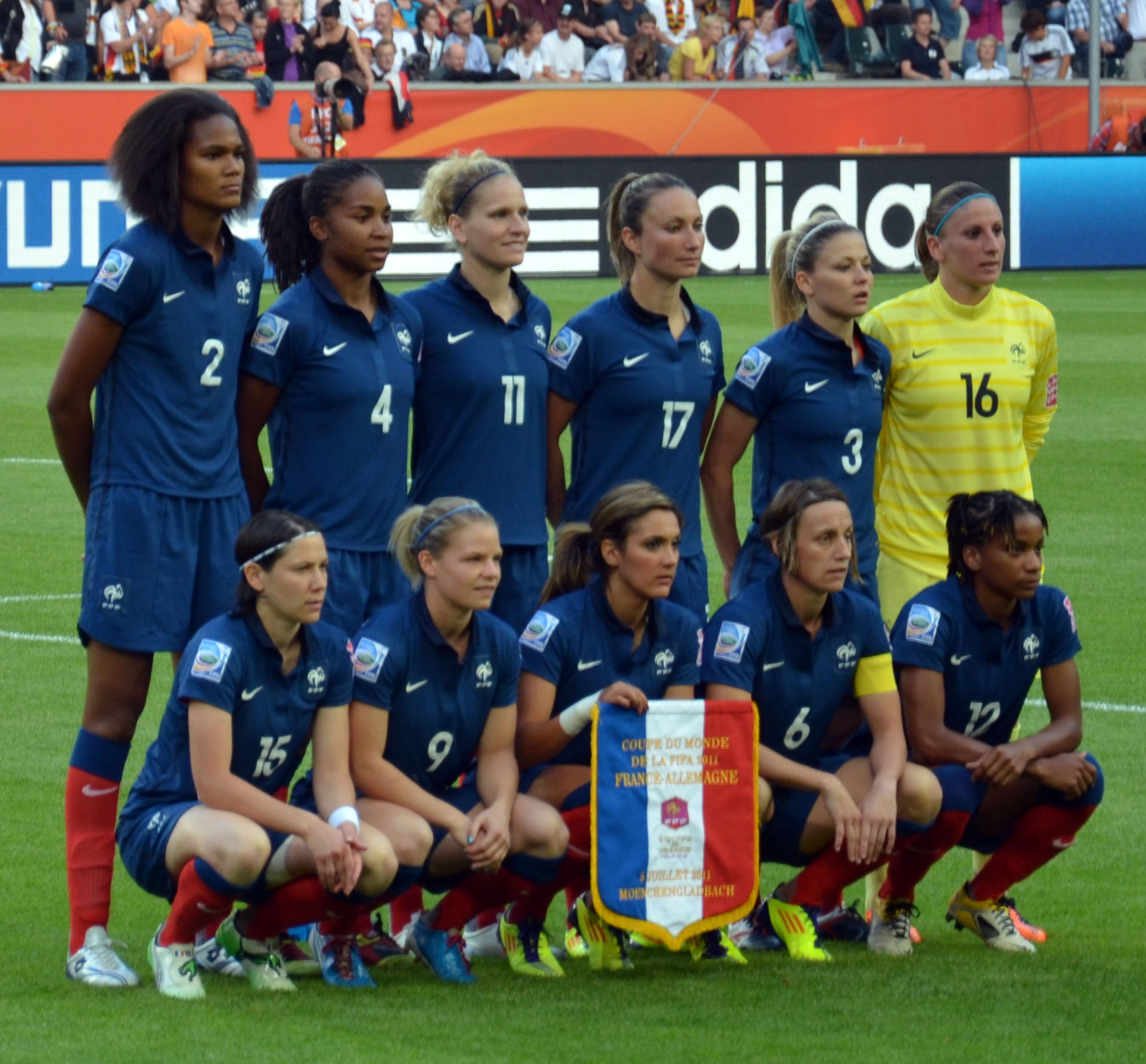
Die französische Mannschaft vor dem Spiel gegen Deutschland

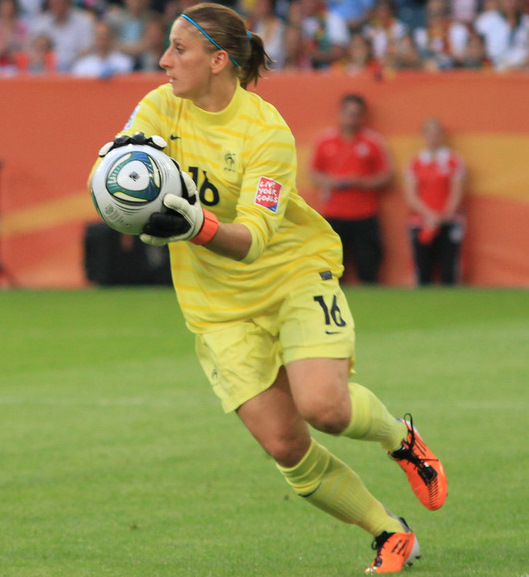
Torhüterin Bérangère Sapowicz, erste „Rotsünderin“ der Französinnen.

Für die WM in Deutschland konnten sich die Französinnen dann wieder qualifizieren. Bereits bei der EM 2009 hatten sie auf sich aufmerksam gemacht und waren daher bei der Auslosung der Qualifikationsgruppen gesetzt. Als Gegner wurden mit Island, Serbien, Nordirland, Kroatien und Estland nur Mannschaften zugelost, die noch nie bei einer WM dabei waren. Frankreich gewann alle 10 Spiele, schoss dabei 50 Tore und kassierte kein Gegentor. Entscheidend waren insbesondere die beiden Siege gegen Island, das ansonsten alle anderen Spiele gewann. Die Gruppensieger waren diesmal aber nicht direkt für die WM qualifiziert. Stattdessen mussten die Sieger der acht Gruppen in einer Play-off-Runde antreten. Dazu wurden die acht Mannschaften aufgrund der Resultate der Qualifikationsspiele zur Europameisterschaft 2009 und zur Weltmeisterschaft 2011 in jeweils vier gesetzte und ungesetzte Mannschaften aufgeteilt. Frankreich gehörte zu den gesetzten Mannschaften und bekam Italien zugelost. Nach einem 0:0 in Besançon gelang im Rückspiel in Italien ein 3:2 nach 0:1-Rückstand. Damit war Frankreich zum zweiten Mal für die WM-Endrunde qualifiziert. Italien setzte sich dann in zwei weiteren Runden gegen die Ukraine und die Schweiz durch um gegen den Dritten der CONCACAF-Qualifikation den letzten Platz bei der WM auszuspielen. Erwartet wurde Mexiko, aber die Mexikanerinnen gewannen im Halbfinale des CONCACAF Women’s Gold Cup 2010 überraschend erstmals ein Spiel gegen die USA, so dass sie sich direkt für die WM qualifizierten und Italien gegen die USA antreten musste. Nach zwei 0:1-Niederlagen und den meisten Spielen aller Mannschaften, durfte Italien nur zusehen.

Startaufstellungen im Spiel um Platz 3

Frankreich durfte bei der WM dagegen in der Deutschland-Gruppe gegen Nigeria das erste Spiel bestreiten – wenn auch nicht das offizielle Eröffnungsspiel. Dabei erzielte Marie-Laure Delie mit dem 1:0-Siegtreffer das erste Tor der WM. Im zweiten Spiel gegen Gold-Cup-Sieger Kanada gelang mit dem 4:0 einer der beiden höchsten Turniersiege. Da auch Titelverteidiger Deutschland gegen Nigeria und Kanada gewonnen hatte, standen beide bereits vor dem letzten Gruppenspiel im Viertelfinale und es ging nur noch um den Gruppensieg, wobei den Französinnen ein Remis zum Gruppensieg genügte. Im torreichsten Spiel der WM verlor Frankreich nicht nur mit 2:4, sondern auch Torhüterin Bérangère Sapowicz durch eine Rote Karte. Diese hatte sie beim Stand von 1:2 nach einer als Notbremse gewerteten Aktion im Strafraum erhalten. Den zudem gegebenen Strafstoß konnte die eingewechselte Céline Deville nicht halten. Laura Georges konnte zwar wenig später nochmals verkürzen, in der 89. Minute musste dann aber der 2:4-Endstand hingenommen werden. Im Viertelfinale profitierte Frankreich dann von der englischen Schwäche im Elfmeterschießen. Nach einer torlosen ersten Halbzeit ging England zwar in der 59. Minute in Führung, Élise Bussaglia gelang zwei Minuten vor dem Ende der regulären Spielzeit aber noch der Ausgleich. In der dann folgenden Verlängerung gelang keiner Mannschaft ein Tor, so dass es zum Elfmeterschießen kam. Zwar versagte Camille Abily, die erste französische Schützin, aber ansonsten trafen alle Französinnen. Von den Engländerinnen versagten aber die beiden letzten Schützinnen. England schied ungeschlagen aus, konnte aber für sich verbuchen als einzige Mannschaft den späteren Weltmeister Japan besiegt zu haben. Die Französinnen standen aber erstmals im Halbfinale eines großen Turniers und hatten sich damit auch für das Fußballturnier der Frauen bei den Olympischen Spielen 2012 qualifiziert, da als weitere europäische Mannschaft nur Schweden das Halbfinale erreicht hatte. Gegner im Halbfinale waren die US-Girls, die sich gegen Vizeweltmeister Brasilien ebenfalls nur durch das Elfmeterschießen ins Halbfinale gerettet hatten. Das Spiel stand unter dem Motto „Effektivität schlägt Kreativität“, denn obwohl die Französinnen ein spielerisches Übergewicht hatten und sich eine Vielzahl von Torchancen erspielten, konnten sich die US-Amerikanerinnen mit 3:1 durchsetzen, da sie ihre wenigen Torchancen konsequenter nutzten. Für Frankreich blieb damit nur das Spiel um Platz 3 gegen Schweden. Nach knapp einer halben Stunde gerieten die Französinnen durch ein Tor der in Frankreich bei Olympique Lyon spielenden Lotta Schelin in Rückstand. Unglücklicherweise verletzte sich Torhüterin Bérangère Sapowicz beim Abwehrversuch und musste ebenso wie die bereits mit Problemen ins Spiel gegangene Louisa Nécib ausgewechselt werden. Kurz nach dem 1:0 scheiterten die Französinnen bei Torschussversuchen an der Latte bzw. an der schwedischen Torhüterin. In der zweiten Hälfte drängten die Französinnen auf den Ausgleich und wurden in der 56. Minute durch das Ausgleichstor von Élodie Thomis belohnt. In der 68. Minute wurde Josefine Öqvist nach einer Tätlichkeit gegen Sonia Bompastor vom Platz gestellt. Da die Zuschauer die Tätlichkeit nicht erkennen konnten, wurde Bompastor fortan bei jedem Ballkontakt ausgepfiffen. Die Französinnen, die zuvor die Oberhand gewonnen hatten, konnten die zahlenmäßige Überlegenheit aber nicht ausnutzen – die besseren Tormöglichkeiten hatte das schwedische Team. Eine davon – nach einer unberechtigten Ecke – nutzte die eingewechselte Marie Hammarström in der 82. Minute und erzielte mit ihrem ersten Länderspieltor den 2:1-Siegtreffer. Der vierte Platz ist aber die beste Platzierung der Französinnen bei einem großen Turnier.

### WM 2015 in Kanada

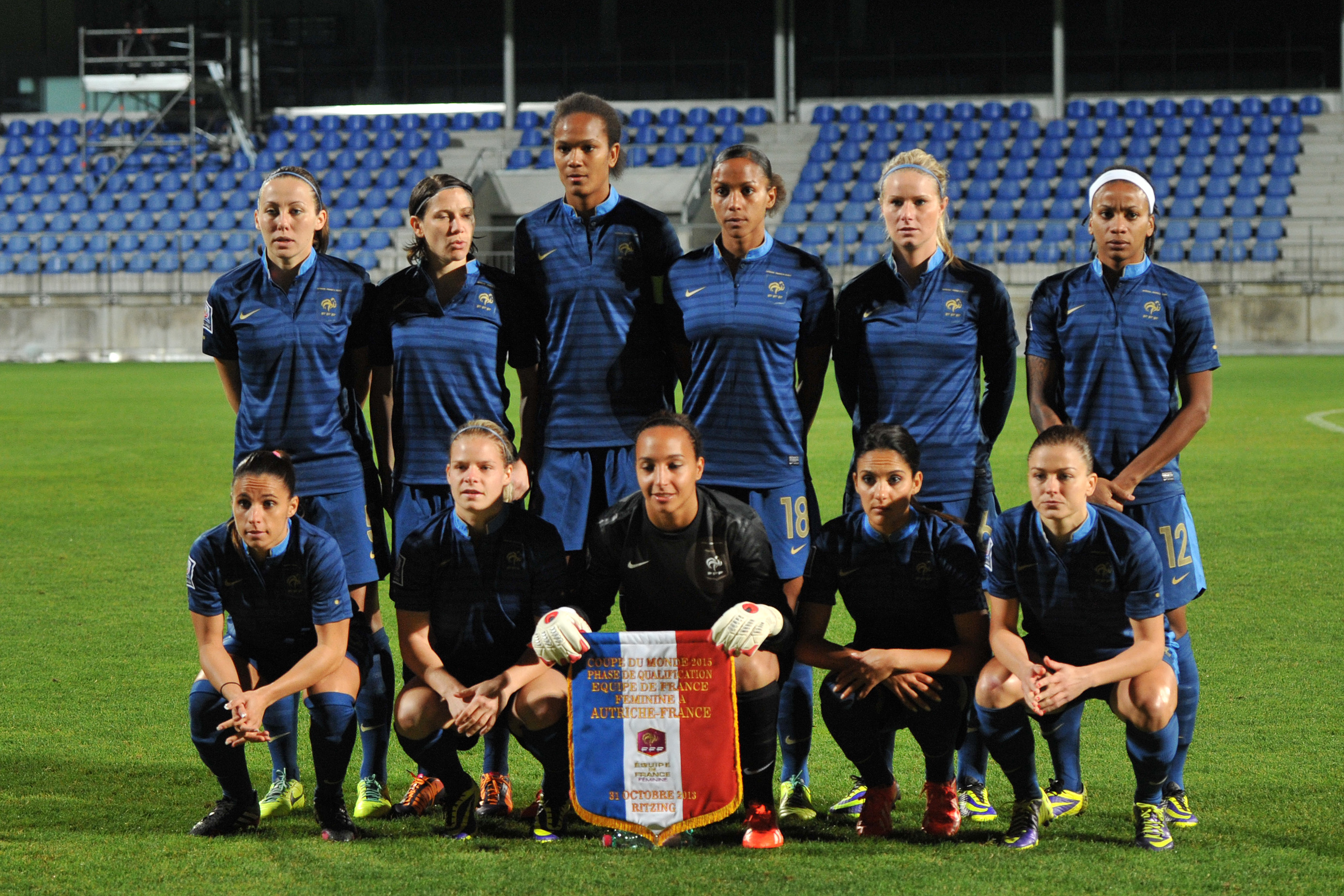
Die französische Mannschaft vor dem Qualifikationsspiel gegen Österreich am 31. Oktober 2013

Nachdem Frankreich bei der EM 2013 wieder im Viertelfinale gescheitert war, wurde Nationaltrainer Bruno Bini nach 99 Spielen von Philippe Bergeroo abgelöst. Bei der Auslosung der Qualifikationsgruppen war Frankreich aber wieder gesetzt und ging so den Hauptkonkurrenten Deutschland, England, Norwegen und Schweden aus dem Weg. Die Französinnen setzten sich dann auch in ihrer Gruppe wieder als Sieger durch. Gruppengegner waren Österreich, Finnland, Ungarn, Kasachstan und Bulgarien. Einziges Problem war die weite Reise nach Kasachstan, das in Zentralasien liegt und bis 2002 noch Mitglied des asiatischen Kontinentalverbandes war. Aber auch die Reisestrapazen wurden überstanden und mit einem 4:0 im ersten Spiel in Kasachstan eine erfolgreiche Qualifikation eingeleitet. Danach folgten zwei weitere Auswärtssiege, ehe mit einem 14:0 im Heimspiel gegen Bulgarien der 15 Jahre alte Rekord aus einem Spiel gegen Algerien eingestellt wurde. Nach weiteren Siegen qualifizierte sich Frankreich am 13. September 2014 durch den Sieg gegen den direkten Konkurrenten Finnland vorzeitig für die WM-Endrunde. Finnland verpasste dadurch den zweiten Platz, den überraschend die Österreicherinnen einnahmen. Diese waren aber nur sechstbester Gruppenzweiter und verpassten so die Playoffs der vier besten Gruppenzweiten.
Bei der Auslosung wurde Frankreich als Weltranglisten-Vierter erstmals als Gruppenkopf gesetzt. „Zugelost“ wurden den Französinnen England, Kolumbien und Mexiko, womit dies die einzige Gruppe ohne Kontinentalmeister war.
In einer engen Partie gegen England setzten sich „Les Bleues“ zunächst mit 1:0 durch, hatten dann aber gegen Kolumbien, das zuvor keins seiner vier WM-Spiele gewinnen konnte, einen falschen Tag erwischt und verloren mit 0:2. Gegen Mexiko wurde dann mit einem 5:0, dem bisher höchsten Sieg der Französinnen in einem WM-Spiel, wieder zurück in die Spur gefunden, den Marie-Laure Delie nach 34 Sekunden mit dem zweitschnellsten Tor der Frauen-WM-Geschichte ebnete. Auch gegen Südkorea war sie im Achtelfinale erste Torschützin, benötigte aber diesmal 3 Minuten und 58 Sekunden. Und auch den Schlusspunkt zum 3:0 setzte Delie, die nun mit fünf Toren französische WM-Rekordtorschützin ist. Da Schweden, die Schweiz und Norwegen ihre Achtelfinalspiele verloren, konnten die Französinnen zudem vorzeitig die Tickets für die Olympischen Spiele 2016 in Rio de Janeiro buchen.
Im Viertelfinale unterlag Frankreich im Elfmeterschießen Deutschland. Zwar dominierte es die Partie über weite Strecken, ging auch verdient in Führung, musste dann aber durch einen Elfmeter kurz vor Ende der regulären Spielzeit den Ausgleichstreffer hinnehmen und verlor schließlich im Elfmeterschießen.

### WM 2019 in Frankreich
Am 19. März 2015 wurde entschieden, dass das WM-Turnier 2019 in Frankreich ausgetragen wird. Frankreich ist damit automatisch qualifiziert. Bei der WM trafen die Französinnen, die seit September 2017 von der ehemaligen Nationalspielerin Corinne Diacre trainiert werden, im Eröffnungsspiel auf Südkorea und gewannen mit 4:0. Nach Siegen gegen Norwegen (2:1) und Nigeria (1:0) wurde das Achtelfinale erreicht, wo auch im neunten Spiel gegen Südamerikameister Brasilien nicht verloren und mit 2:1 nach Verlängerung das Viertelfinale erreicht wurde. Im Viertelfinale trafen sie auf Titelverteidiger USA, der erstmals in einem WM-Spiel auf den Gastgeber traf. Die USA gingen früh durch einen von Megan Rapinoe direkt verwandelten Freistoß in Führung und ließen die Französinnen in der ersten Halbzeit selten ins Spiel kommen, Als die Französinnen in der zweiten Halbzeit auf den Ausgleich drängten, gelang Rapinoe nach einem Konter das zweite Tor. Zwar gelang Wendie Renard noch der Anschlusstreffer, mehr ließen die Amerikanerinnen aber nicht zu. Durch das Aus verpassten sie auch die Qualifikation für die Olympischen Spiele 2019.

### WM 2023 in Australien und Neuseeland
Für die Fußball-Weltmeisterschaft der Frauen 2023 mussten sich die Französinnen gegen Wales, Slowenien, Griechenland, Kasachstan und Estland qualifizieren. Slowenien war bereits in der EM-Qualifikation 2009 Gegner, Griechenland in der EM-Qualifikation 2009 und 2017, Estland in der WM-Qualifikation 2011, Wales in der EM-Qualifikation 2013 und Kasachstan in der WM-Qualifikation 2015 und in der Qualifikation für die EM 2022. Am drittletzten Spieltag qualifizierten sich die Französinnen vorzeitig für die WM-Endrunde.
Bei der Auslosung am 22. Oktober 2022 war Frankreich als Gruppenkopf gesetzt. Zugelost wurden Brasilien, Jamaika, gegen das noch nicht gespielt wurde, und eine Mannschaft, die sich im Februar beim interkontinentalen Play-off-Turnier noch qualifizieren musste. Dies wurde Panama, das sich im Play-off-Finale gegen Paraguay durchsetzte, so dass es ein erstes Spiel gegen Panama gab und mit Jamaika und Panama erstmals zwei CONCACAF-Mannschaften in der Vorrunde aufeinander trafen. Nach einer Spielerinnenrevolte nach dem Tournoi de France im Februar 2023 wurde Nationaltrainerin Corinne Diacre entlassen und der zuvor nur im Männerbereich aktive Hervé Renard neuer Nationaltrainer.
Nach einem torlosen Remis im ersten Endrundenspiel gegen Jamaika wurde Brasilien mit 2:1 besiegt. Im letzten Gruppenspiel gegen Panama wurden einige Stammspielerinnen geschont und es kam zum torreichsten Spiel der Vorrunde, das die Französinnen mit 6:3 gewannen. Damit zogen sie als Gruppensieger ins Achtelfinale ein, wo sie auf Marokko trafen, das nach einer 0:6-Auftaktniederlage gegen Deutschland gegen Südkorea und Kolumbien mit 1:0 gewonnen hatte und dank eines Remis zwischen Deutschland und Südkorea als einziger Neuling die Vorrunde überstand. Mit einem 4:0-Sieg qualifizierten sich die Französinnen für das Viertelfinale gegen Co-Gastgeber Australien. Nach torlosen 120 Minuten verloren sie mit 6:7 im Elfmeterschießen. Dazu wurde Torhüterin Solène Durand, die zwei Elfmeter halten konnte, in der dritten Minute der Nachspielzeit der Verlängerung eingewechselt.

## Spiele
Frankreich bestritt bisher 24 WM-Spiele. Davon wurden 13 gewonnen – davon neun ohne Gegentor. Sechs wurden verloren und fünf endeten remis. Drei Spiele gingen in die Verlängerung, da ein Sieger ermittelt werden musste. Eins wurde im Elfmeterschießen gewonnen und zwei verloren.
Frankreich nahm zweimal am Eröffnungsspiel teil (2003 und 2019) und bestritt 2011 das erste Spiel, das aber nicht als offizielles Eröffnungsspiel gilt. 2011 spielten die Französinnen gegen den Gastgeber, der zugleich Titelverteidiger war und 2019 als Gastgeber gegen den Titelverteidiger und späteren Weltmeister. Bis 2015 waren alle Spiele einmalig, dann gab es bei der WM 2015 gegen Deutschland, England und Südkorea die ersten Wiederholungen. Mit dem Eröffnungsspiel 2019 wurde Südkorea häufigster WM-Gegner der Französinnen, 2023 kam Brasilien mit einem dritten Spiel hinzu. Fünf Spiele waren die bisher ersten gegen die jeweiligen Gegner.
Frankreich spielte bisher gegen Mannschaften aller sechs Konföderationen und gegen deren Meister, außer Ozeanien.
Die meisten Spiele bestritten Eugénie Le Sommer (20), Wendie Renard (17) und Gaëtane Thiney (16), die 2019 im Achtelfinale gegen Brasilien Laura Georges, die in den ersten 14 WM-Spielen zum Einsatz kam und dabei keine Minute verpasste, als Rekordspielerin ablösten. Die meisten Tore gelangen Eugénie Le Sommer (8) und Marie-Laure Delie (5, darunter das zweitschnellste Tor bei einer WM der Frauen – nach 34 Sekunden gegen Mexiko). Delie ist zudem die einzige Spielerin, die zweimal in der Rangliste der 15 schnellsten Torschützinnen gelistet ist.
| Alle WM-Spiele |            |                      |                  |   |                        |                  |                                                                                         |
| Nr.            | Datum      | Ergebnis             | Gegner           |   | Austragungsort         | Anlass           | Bemerkungen                                                                             |
| 1              | 20.09.2003 | 0:2                  | Norwegen         | * | Philadelphia (USA)     | Gruppenspiel     | 200. Länderspiel der Französinnen nach FIFA-Zählung                                     |
| 2.             | 24.09.2003 | 1:0                  | Südkorea         | * | Washington, D.C. (USA) | Gruppenspiel     | Erstes Spiel gegen Südkorea                                                             |
| 3.             | 27.09.2003 | 1:1                  | Brasilien        | * | Washington, D.C. (USA) | Gruppenspiel     | Erstes Spiel gegen Brasilien                                                            |
| 4.             | 26.06.2011 | 1:0                  | Nigeria          | * | Sinsheim (DEU)         | Gruppenspiel     | Erstes Spiel gegen Nigeria Erstes Spiel gegen einen amtierenden Afrikameister           |
| 5.             | 30.06.2011 | 4:0                  | Kanada           | * | Bochum (DEU)           | Gruppenspiel     | 100. Länderspiel von Laura Georges, 300. Länderspiel der Französinnen nach FIFA-Zählung |
| 6.             | 05.07.2011 | 2:4                  | Deutschland (TV) | A | Mönchengladbach (DEU)  | Gruppenspiel     |                                                                                         |
| 7.             | 09.07.2011 | 1:1 n. V., 4:3 i. E. | England          | * | Leverkusen (DEU)       | Viertelfinale    | Durch den Einzug ins Halbfinale qualifiziert sich Frankreich für Olympia 2012           |
| 8.             | 13.07.2011 | 1:3                  | USA              | * | Mönchengladbach (DEU)  | Halbfinale       |                                                                                         |
| 9.             | 16.07.2011 | 1:2                  | Schweden         | * | Sinsheim (DEU)         | Spiel um Platz 3 |                                                                                         |
| 10             | 09.06.2015 | 1:0                  | England          | * | Moncton (CAN)          | Gruppenspiel     |                                                                                         |
| 11             | 13.06.2015 | 0:2                  | Kolumbien        | * | Moncton (CAN)          | Gruppenspiel     |                                                                                         |
| 12             | 17.06.2015 | 5:0                  | Mexiko           | * | Ottawa (CAN)           | Gruppenspiel     |                                                                                         |
| 13             | 21.06.2015 | 3:0                  | Südkorea         | * | Montreal (CAN)         | Achtelfinale     |                                                                                         |
| 14             | 26.06.2015 | 1:1 n. V.; 4:5 i. E. | Deutschland      | * | Montreal (CAN)         | Viertelfinale    |                                                                                         |
| 15             | 07.06.2019 | 4:0                  | Südkorea         | H | Paris                  | Eröffnungsspiel  |                                                                                         |
| 16             | 12.06.2019 | 2:1                  | Norwegen         | H | Nizza                  | Gruppenspiel     |                                                                                         |
| 17             | 17.06.2019 | 1:0                  | Nigeria          | H | Rennes                 | Gruppenspiel     |                                                                                         |
| 18             | 23.06.2019 | 2:1 n. V.            | Brasilien        | H | Le Havre               | Achtelfinale     |                                                                                         |
| 19             | 28.06.2019 | 1:2                  | USA (TV)         | H | Paris                  | Viertelfinale    |                                                                                         |
| 20             | 23.07.2023 | 0:0                  | Jamaika          | * | Sydney (AUS)           | Vorrunde         | Erstes Spiel gegen Jamaika                                                              |
| 21             | 29.07.2023 | 2:1                  | Brasilien        | * | Brisbane (AUS)         | Vorrunde         |                                                                                         |
| 22             | 02.08.2023 | 6:3                  | Panama           | * | Sydney (AUS)           | Vorrunde         | Erstes Spiel gegen Panama                                                               |
| 23             | 08.08.2023 | 4:0                  | Marokko          | * | Adelaide (AUS)         | Achtelfinale     |                                                                                         |
| 24             | 12.08.2023 | 0:0 n. V.; 6:7 i. E. | Australien       | A | Brisbane (AUS)         | Viertelfinale    |                                                                                         |

Anmerkung: Fett gedruckte Mannschaften waren oder sind zum Zeitpunkt des Spiels Meister ihrer Konföderation.
Vier Siege der französischen Mannschaft waren auch die höchsten Siege gegen diese Länder:
- Kanada 4:0 (2011, Vorrunde)
- Mexiko 5:0 (2015, Vorrunde) – zudem ein 5:0 in einem Freundschaftsspiel
- Panama 6:3 (2023, Vorrunde)
- Südkorea 4:0 (2019, Eröffnungsspiel)

Eine Niederlage ist die höchste gegen dieses Land:
- Kolumbien 0:2 (2015, Vorrunde) – einzige Niederlage gegen Kolumbien

## Rekorde

### Mannschaft
- Höchste Siege bei einem Turnier: 2011 in Deutschland – Frankreich gegen Kanada und Japan gegen Mexiko, jeweils 4:0 in der Vorrunde